# Hetereleotris
Hetereleotris is een geslacht van straalvinnige vissen uit de familie van grondels (Gobiidae). Het geslacht is voor het eerst wetenschappelijk beschreven in 1874 door Bleeker.

## Soorten
De volgende soorten zijn bij het geslacht ingedeeld:
- Hetereleotris apora (Hoese & Winterbottom, 1979)
- Hetereleotris bipunctata Tortonese, 1976
- Hetereleotris caminata (Smith, 1958)
- Hetereleotris diademata (Rüppell, 1830)
- Hetereleotris dorsovittata Kovačić & Bogorodsky[2]
- Hetereleotris exilis Shibukawa, 2010[3]
- Hetereleotris georgegilli Gill, 1998[4]
- Hetereleotris kenyae Smith, 1958
- Hetereleotris margaretae Hoese, 1986[5]
- Hetereleotris nebulofasciata (Smith, 1958)
- Hetereleotris poecila (Fowler, 1946)
- Hetereleotris psammophila Kovačić & Bogorodsky, 2014[6]
- Hetereleotris readerae Hoese & Larson, 2005
- Hetereleotris tentaculata (Smith, 1958)
- Hetereleotris vinsoni Hoese, 1986[5]
- Hetereleotris vulgaris (Klunzinger, 1871)
- Hetereleotris zanzibarensis (Smith, 1958)
- Hetereleotris zonata (Fowler, 1934)